# Plebejus hesperica
Plebejus hesperica är en fjärilsart som beskrevs av Jules Pièrre Rambur 1842. Plebejus hesperica ingår i släktet Plebejus och familjen juvelvingar. Inga underarter finns listade i Catalogue of Life.